# Catalina Pérez Jaramillo
Catalina Pérez Jaramillo (Bogotá, Colombia, 8 de noviembre de 1994) es una futbolista colombiana que juega como portera en el Racing Club de Estrasburgo Alsacia de la Première Ligue de Francia y en la selección nacional de su país.

## Trayectoria
Catalina se mudó con su familia a Boca Ratón, Florida, Estados Unidos, a los cuatro años de edad y empezó a jugar fútbol cuando tenía ocho.
En 2019 jugó en el New England Mutiny, en la United Women's Soccer, disputando un partido.
A comienzos de 2020 se mudó a Italia, para competir en la Serie A en las filas de la Fiorentina, pero no jugó ningún partido, también porque se produjo la suspensión del campeonato debido a la pandemia de enfermedad por coronavirus. El 25 de julio de 2020 se anunció su traspaso al Napoli.

## Selección nacional
En 2010 formó parte de la selección colombiana que disputó la Copa Mundial de Fútbol Femenina Sub-20 de ese año pero no jugó ningún partido.
Pérez fue seleccionada dentro de las 23 jugadoras que disputarían la Copa Mundial de Fútbol Femenino de la FIFA 2015. Pérez no jugó ningún partido de la fase de grupos, pero hizo su debut en los octavos de final ante los Estados Unidos el 22 de junio de 2015, debido a que Sandra Sepúlveda, arquera titular, estaba suspendida por acumulación de tarjetas amarillas. No obstante, Pérez no logró terminar el partido: al minuto 47 (2 min del segundo tiempo) derribó a Alex Morgan, delantera estadounidense, dentro del área penal, lo que ocasionó un penalti a favor de EUA y la expulsión directa de Pérez. Abby Wambach desperdició el penalti, pero Estados Unidos aprovechó la ventaja numérica en el campo y vencío a Colombia 2-0, eliminándola del torneo.
El 3 de julio de 2022 fue convocada por el técnico Nelson Abadía para la Copa América Femenina 2022 a realizarse en Colombia.

### Participaciones en Copa América
| Copa                       | Sede     | Resultado  | Partidos | Goles |
| -------------------------- | -------- | ---------- | -------- | ----- |
| Copa América Femenina 2022 | Colombia | Subcampeón | 6        | 0     |

## Clubes

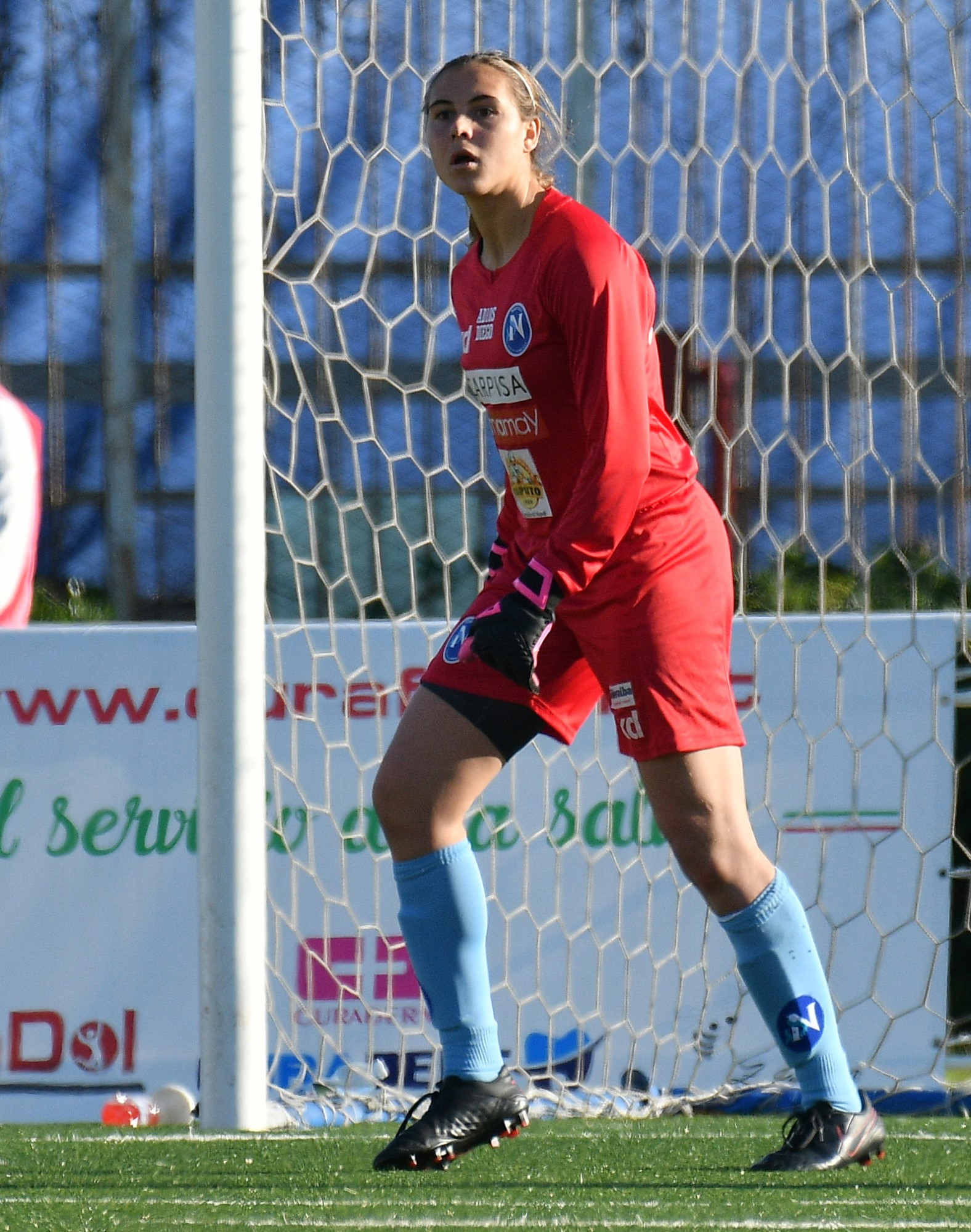
Pérez en el Napoli.

| Club                  | País           | Año         |
| --------------------- | -------------- | ----------- |
| New England Mutiny    | Estados Unidos | 2019        |
| Fiorentina            | Italia         | 2020        |
| Napoli                | Italia         | 2020 - 2021 |
| Real Betis            | España         | 2021 - 2023 |
| Avaí FC               | Brasil         | 2023        |
| Werder Bremen         | Alemania       | 2023 - 2024 |
| Racing de Estrasburgo | Francia        | 2025        |

## Palmarés

### Títulos internacionales
| Título               | Equipo (*) | Lugar      | Año  |
| -------------------- | ---------- | ---------- | ---- |
| Juegos Panamericanos | Colombia   | Lima, Perú | 2019 |

(*) Incluyendo la selección